# Santuario della Madonna della Consolazione (Paternò)
Il Santuario della Madonna della Consolazione è una chiesa di Paternò, in provincia di Catania in Italia, santuario cattolico e luogo di pellegrinaggio.

## Storia
L'edificio sorge nella parte sud-orientale della Collina storica, e venne edificato nel 1585 come chiesa della Madonna del Pietoso.
Nel 1616 la chiesa mutò denominazione in quella della Madonna della Consolazione, allorché vi si insediò l'omonima confraternita.
La chiesa fu elevata a santuario il 15 maggio 1935 con decreto dell'arcivescovo di Catania. Secondo la tradizione, la Madonna della Consolazione sarebbe comparsa l'ultimo sabato di maggio del 1580 a una giovane pastorella, a cui chiese la costruzione di una cappella e promise la benedizione agli abitanti e alle loro terre.
Gravemente danneggiato dai bombardamenti della seconda guerra mondiale, l'edificio venne interamente ricostruito nel 1954 a spese del concittadino finanziatore Michelangelo Virgillito su progetto dell'ingegner Rosario La Russa.

## Descrizione
La facciata della chiesa, costruita in pietra rossa e marmo bianco in stile neoromanico, presenta poco sopra il portone d'ingresso, un affresco che raffigura la Madonna accanto al Cristo risorto, contornato da una struttura marmorea a forma di luna.
Ancora più in alto un mosaico, anch'esso realizzato in marmo bianco.
Appena nel retro dell'edificio si trova il campanile, alto 45 m.
L'interno della chiesa si presenta con tre navate e cinque arcate in entrambi i lati e un'arcata principale in fondo alla navata centrale, decorate e rivestite in marmo.
L'abside del santuario, illuminata dalle vetrate della cupola, è caratterizzata da tre arcate interne, le cui pareti sono decorate e affrescate con immagini che raffigurano la Madonna e le scene della consacrazione del Santuario, realizzate dal pittore Archimede Cirinnà. Sempre all'interno dell'abside, posta alle spalle dell'altare, le statue di Gesù Cristo e della Madonna in ginocchio.
Il fercolo della Madonna in occasione della processione circola per le strade di Paternò. Le decorazioni presenti nelle altre pareti furono realizzate da Antonio Majocchi.